# Li Xueyong

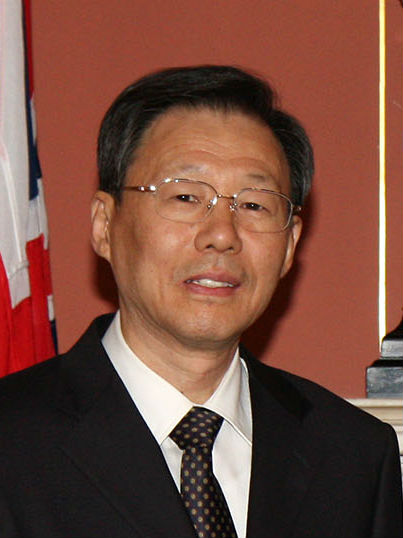
Li Xueyong, 2014

Li Xueyong (chinesisch 李学勇; * September 1950 in Tieli, Provinz Heilongjiang) ist ein Politiker in der Volksrepublik China. 
Von 1978 bis 1982 absolvierte Li ein Studium an der Universität für Chemieingenieurwesen Peking, das er mit dem akademischen Grad Bachelor abschloss. Nach verschiedenen Tätigkeiten, unter anderem als Unterrichtender an dieser Universität sowie als Vize-Bürgermeister von Xi’an, war er von 1998 bis 2010 Vize-Minister im Ministerium für Wissenschaft und Technologie. 
Ab 2010 war er, zuerst bis Februar 2011 geschäftsführend, als Nachfolger von Luo Zhijun, der zum Parteisekretär der Provinz avancierte, Gouverneur der Provinz Jiangsu. Er ist seit 2010 stellvertretender Parteisekretär des Provinzkomitees der Kommunistischen Partei Chinas. Ab 2015 folgte im Shi Taifeng als Gouverneur nach.
Er ist seit 2007 Mitglied des Zentralkomitees der Kommunistischen Partei Chinas.